# Bérbaltavár
Bérbaltavár is een plaats (község) en gemeente in het Hongaarse comitaat Vas. Bérbaltavár telt 562 inwoners (2001).